# Myrmotherula pacifica
Myrmotherula pacifica е вид птица от семейство Thamnophilidae.

## Разпространение
Видът е разпространен в Еквадор, Колумбия и Панама.